# زانکت پتر ام هرت
زانکت پتر ام هرت (به آلمانی: Sankt Peter am Hart) یک منطقهٔ مسکونی در اتریش است که در برونو آم این واقع شده‌است. زانکت پتر ام هرت ۲۲٬۸۵ کیلومتر مربع مساحت دارد ۳۷۲ متر بالاتر از سطح دریا واقع شده‌است.